# Михал Годра
Михал Годра (свк. Michal Godra; Бохуњице, Љевице, 25. јануар 1801 — Бачки Петровац, 1. март 1874) био је словачки песник, лингвиста, публициста и директор гимназије.

## Биографија

### Породица
Отац Михал (1770 – 1815) био је евангелистички свештеник а мајка Марија (рођ. Мароти), домаћица. Имао је осморо браће и сестара, од којих је Самуел (1806—1803) био песник и учитељ. Михалов брат Јозеф, учитељ у Лалићу, је био деда комениолога Јана Квачале (1862–1934) и прадеда Марјене Чочек-Ејхардт (1892–1972), док је Михалов синовац, Јозефов син, Бартоломеј Годра (1832–1874) био лекар и етнограф.

### Образовање
Основну школу похађао је у Бохуњицама и Банској Штјавњици, потом наставља школовање у Модри (1817–1818) и на Eвангелистичком лицеју у Братислави (1821–1822). Теологију је завршио у Бечу (1825–1827).

### Каријера
У годинама 1828–1831 био је наставник код Тоше Стратимировића у Кулпину, у периоду 1832–1834 код Јана Готлиба Штајнлајна фон Заленштајна у Хорњим Семеровцама, а у годинама 1834–1836 помагао је у Пешти Јану Колару и Мартину Хамуљаку у уређивању алманаха Зора у Друштву љубитеља словачке књижевности (Spolok milovníkov literatúry slovenskej). Професор и директор сениорске ниже словачко-немачке гимназије у Новом Врбасу постао је 27. септембра 1836. године. На тој позицији остао је све до 2. новембра 1868, када је био приморан на одлазак због свој националног ангажмана.
Заједно са Павелом Јозефом Шафариком и Јурајем Рохоњом у Гложану је 1829. основао читалачко друштво Sociеtas slavica. Након смрти Рохоња, одласка Годре у Пешту и Шафарика у Праг Друштво је обуставило своју делатност.
Годра се није женио а задње године живота провео је у парохији евангелистичког свештеника Јураја Мрве у Бачком Петровцу, где је и умро 1. марта 1874. године. Годрин гроб на петровачком гробљу је шездесетих година 20. века уништен.

## Дело
Посветио се поезији и лингвистици. Од 1818. до 1835. објављује оде на латинском и словачком: Ode, qua [...] Данијели Канка [...] (1819), Ode [...] Самуели Жигмонди [...] (1821), Vota Dno Данијели Станислаидес [...] (1822) и Carmen Pastoriam [...], а на чешком Znělky Jeho Dvojictíhodnosti a Vysoceučenosti, Jánu Kollárov (1835). Његови чешки и латински стихови чувају се у Литерарној архиви Матице словачке у Мартину.
У алманаху Зора објавио је 1835. године историјску баладу Vešelíni Na Muráni. Касније је понекад објављивао сатиричне песме и епиграме. У Зори је објавио и свој предлог реформе чешког књижевног језика. Учествовао је у припреми кодификације словачког књижевног језика. Прикупио је и објавио материјале о словачкој научној терминологији. Публицистичке чланке, чланке из црквене историје и природних наука објављивао је у листовима Obzor, Pešťbudínske vedomosti, Slovenské noviny, Slovenské pohľady и другим часописима. Такође се аматерски бавио природним наукама: ботаником и математиком. Одржавао је опсежну кореспонденцију са истакнутим словачким писцима, која је сачувана у посебној збирци.